# Museu de Arte Walters
O Museu de Arte Walters (Walters Art Museum) é um museu público de arte localizado em Baltimore, Maryland, nos Estados Unidos. Foi fundado em 1934.